# Spoorlijn Jerxheim - Nienhagen
De spoorlijn Jerxheim - Nienhagen was een Duitse spoorlijn in Nedersaksen en Saksen-Anhalt en was als spoorlijn 1943 onder beheer van DB Netze.

## Geschiedenis
Het traject werd door de Preußische Staatseisenbahnen geopend op 15 augustus 1890. Na de Duitse deling werd het gedeelte tussen Jerxheim en Dedeleben gesloten. Op het gedeelte van de lijn Saksen-Anhalt heeft tot 2001 reizigersvervoer plaatsgevonden, daarna is de lijn gesloten en opgebroken.  

## Aansluitingen
In de volgende plaatsen is of was er een aansluiting op de volgende spoorlijnen:
Jerxheim
DB 1940, spoorlijn tussen Helmstedt en Holzminden
DB 1942, spoorlijn tussen Wolfenbüttel en Oschersleben
Nienhagen (b Halberstadt)
DB 6404, spoorlijn tussen Maagdenburg en Halberstadt
DB 6908, spoorlijn tussen Schneidlingen en Nienhagen